# Julian Barnes
Julian Patrick Barnes (Leicester, 19. siječnja 1946.), engleski pisac, leksikograf i književni kritičar. Širu popularnost stječe romanom "Flaubertova papiga" (1984.). Za roman Slutnja kraja" (2011.) dobiva nagradu Booker.

## Životopis
Diplomirao je filologiju na Oxfordu 1968. Nekoliko godina surađuje kao leksikograf na glasovitom oksfordskom rječniku engleskog jezika (Oxford English Dictionary). Tijekom 1970-ih piše književne kritike i oglede, radeći istovremeno na seriji humornih detektivskih romana koje objavljuje pod pseudonimom Dan Kavanagh. To su "Duffy" (1980.), "Grad muljatora" (1981.), "Cipelarenje" (1985.) i "Otići dovraga" (1987.). Njihov junak je biseksualni londonski privatni detektiv, bivši policajac.
U isto vrijeme objavljuje i pod vlastitim imenom. "U podzemlju" (1980.) je roman o odrastanju, sa zamjetnom autorovom simpatijom prema frankofonoj kulturi. "Prije nego me upoznala" (1982.) tematizira bračnu ljubomoru. Najpoznatiji i najčitaniji mu je roman "Flaubertova papiga" (1984.), kombinacija biografije, prijepovijedanja, eseja i leksikografije. Tema romana "Dikobraz" (1992.) su događanja u Istočnoj Europi nakon pada komunizma. U zbirci novela "Preko La Manchea" (1996.) obrađuje francuske teme.
Nagradu Booker dobiva za roman "Slutnja kraja", u kojem istražuje zaborav i starenje služeći se nepouzdanim pripovjedačem. Za istu je nagradu još triput ulazio u uži izbor, s romanima "Flaubertova papiga", "Engleska, Engleska" (1998.) i "Arthur i George" (2005.). "Engleska, Engleska" se na satiričan način bavi engleskim nacionalnim mitovima, dok je "Arthur i George" povijesni roman u kojem je jedan od likova oblikovan po književniku Arthuru Conanu Doyleu. Među zapaženijim romanima mu je i "Šum vremena" (2016.). Obrađuje epizodu iz života skladatelja Dimitrija Šostakoviča.

## Djela (nepotpun popis)

#### Pod pseudonimom Dan Kavanagh
- "Duffy", 1980., roman
- "Grad muljatora" (Fiddle City, 1981.), roman
- "Cipelarenje" (Putting the Boot In, 1985.), roman
- "Otići dovraga" (Going to the Dogs, 1987.), roman

#### Pod vlastitim imenom
- "U podzemlju" (Metroland, 1980.), roman o odrastanju
- "Prije nego me upoznala" (Before she met me, 1982.), roman
- "Flaubertova papiga" (Flaubert's Parrot, 1984.), roman
- "Povijest svijeta u 10 i 1/2 poglavlja" (A History of the World in 10 1/2 Chapters, 1989.), roman
- "Pretresanje" (Talking It Over, 1991.), roman
- "Dikobraz" (The Porcupine, 1992.), roman
- "Preko La Manchea" (Cross Channel, 1996.), zbirka novela
- "Engleska, Engleska" (England, England, 1998.), roman
- "Ljubav, itd." (Love, etc., 2000.), roman, nastavak romana "Pretresanje"
- "Arthur i George" (Arthur & George, 2005.), povijesni roman
- "Nema razloga za strah" (Nothing to Be Frightened Of, 2008.), memoarski zapisi
- "Slutnja kraja" (The Sense of an Ending, 2011.), roman
- "Šum vremena" (The Noise of Time, 2016.), roman